# Pays de Sault (Vaucluse)

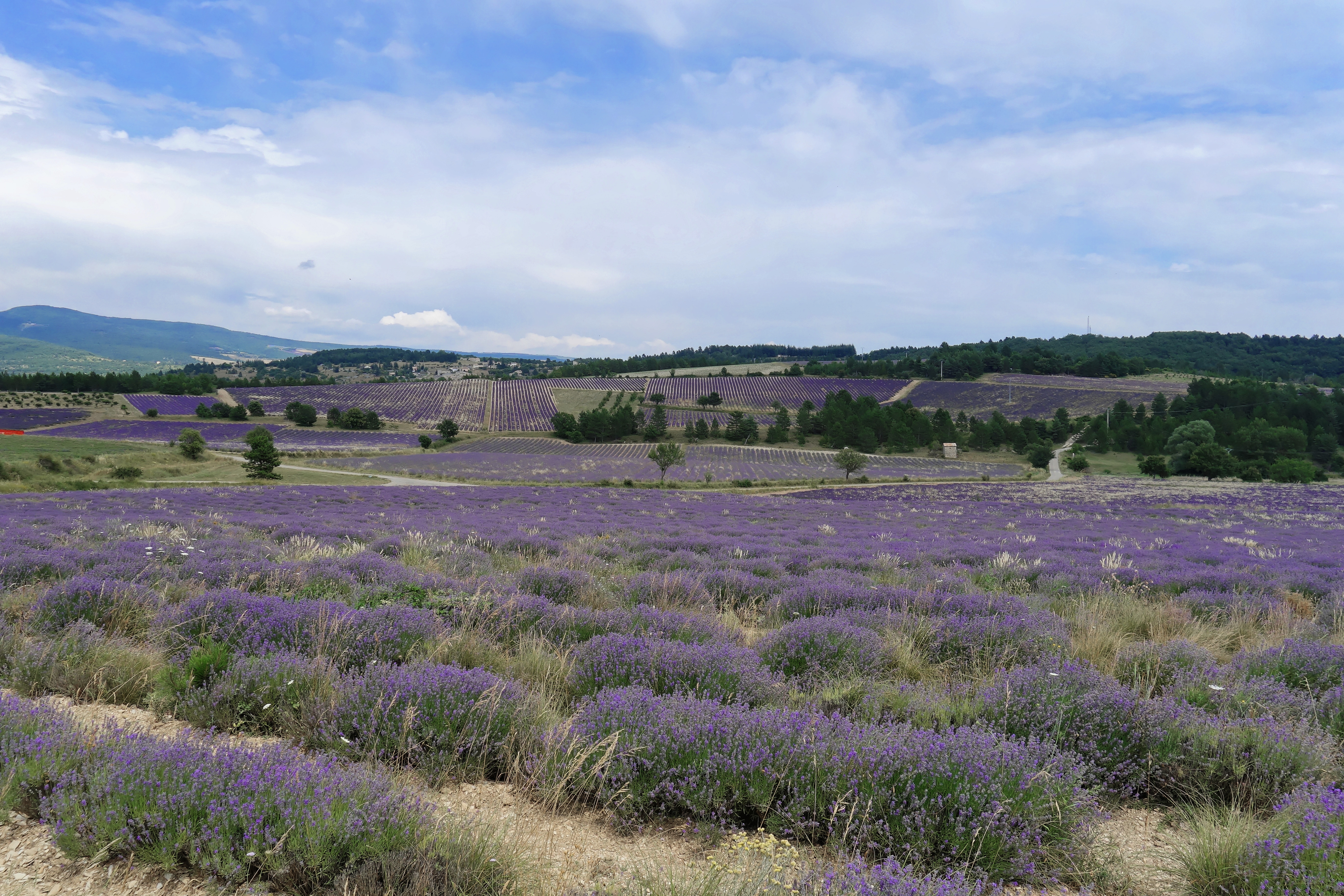
Lavendelfelder bei Sault

Das Pays de Sault ist eine Naturregion im Süden Frankreichs im Département Vaucluse. Sie hat ihren Namen von der Gemeinde Sault und ist wiederum Namensgeber für den ehemaligen gleichnamigen Kommunalverband. Neben dem Anbau von Getreide ist Lavendel die wichtigste Einnahmequelle der Region.

## Flora und Fauna
Die offene Landschaft wird von Kiefern-, Eichen- und Buchenwäldern durchzogen. Die Feuchtwiesen sind Heimat der Wilden Tulpe, deren Pflücken verboten ist.
Die Region beheimatet eine charakteristische Steppenvogelwelt zu der Wiesenweihe, Zwergtrappe, Triel, Raubwürger und Rothuhn gehören. In den Büschen brüten der Schwarzspecht und die Waldschnepfe, ein in der Provence seltener Nestbauer. In der kalten Jahreszeit ist die Sault-Hochebene ein wichtiges Überwinterungsgebiet für den Zitronenzeisig, einem kleinen Körnerfresser aus der Unterfamilie der Stieglitzartigen. Die Aspisviper ist häufig anzutreffen, während die Schlingnatter hier in der Höhe ihren einzig bekannten Aufenthaltsort in Vaucluse hat.
Wildschweine, Rehe und Hirsche sind in der Landschaft zahlreich vertreten. Die Algerische Maus (Mus spretus), eine in den Ebenen häufig vorkommende mediterrane Art, ist hier nah an ihrer Höhenverbreitungsgrenze.